# 第2次山本内閣
第2次山本内閣（だいにじ やまもとないかく）は、退役海軍大将の山本権兵衛が第22代内閣総理大臣に任命され、1923年（大正12年）9月2日から1924年（大正13年）1月7日まで続いた日本の内閣。

## 内閣の動き
当時の衆議院の二大政党は、立憲政友会と憲政会であったが、政友会は党内各派の対立が恒常化、高橋是清総裁が統御できない状態であり、また憲政会は加藤高明総裁が元老より首相としての適性を疑問視されており、どちらを政権党とするべきか、決めかねる状態であった。そこで、長年海相として国政に関与してきた加藤友三郎海軍大将が首相の座についたが（中間内閣）、1923年8月24日に病死、加藤友三郎内閣は即日総辞職した。
後任の首相を選定した西園寺公望元老は、政党人からの任用は、翌年5月に迫った次期総選挙の結果を待つこととして、次期内閣はそれまでの選挙管理内閣とさせることを企図、海軍の長老である山本権兵衛元首相を候補として奏請。8月28日、山本元首相に大命降下する。
山本は貴族院各会派、衆議院各党との連立交渉を行っていたが、その最中の9月1日、関東大震災が発生。震災対策を最優先として政争は一時中断となり、翌9月2日、赤坂離宮に設けられた天幕内において、親任式を行った。公党からは、第3党の革新倶楽部から犬養毅総裁が入閣した。
主な施策
- 震災対応…内閣発足前に関東大震災により首都圏一円が壊滅的な被害を受け、内閣の施策は災害対応、および震災復興に終始した。9月2日には首都圏に戒厳令が発布され、治安の復旧が図られた。復興に関しては、9月27日、帝都復興院が設置され、後藤新平総裁（内相兼務）により帝都復興計画が提案された。しかし、大規模な復興予算が復興審議会で減額修正されるなど、復興が端緒につかない段階で、内閣総辞職となった。

12月27日、虎ノ門事件が発生。山本内閣は恐懼に堪えず総辞職する。続く選挙管理内閣として清浦奎吾枢密院議長が選任され、翌1924年1月7日、清浦内閣が発足。相次ぐ中間内閣に反発した衆議院各党は連携して護憲三派を結成、第二次護憲運動が盛り上がりを見せてゆく。

## 内閣の顔ぶれ・人事

### 国務大臣
1923年（大正12年）9月2日任命。在職日数128日（第1次、2次通算549日）。
| 職名 | 代 | 氏名       | 氏名 | 出身等                           | 特命事項等       | 備考                            |
| --- | -- | ---------- | ---- | -------------------------------- | ---------------- | ------------------------------- |
| 内閣総理大臣 | 22 | 山本権兵衛 |      | 退役海軍大将 （海兵2期） 伯爵    | 外務大臣兼任     |                                 |
| 外務大臣 | 35 | 山本権兵衛 |      | 退役海軍大将 （海兵2期） 伯爵    | 内閣総理大臣兼任 | 1923年9月19日免兼               |
| 外務大臣 | 36 | 伊集院彦吉 |      | 外務省 男爵                      |                  | 初入閣 1923年9月19日任          |
| 内務大臣 | 34 | 後藤新平   |      | 貴族院 無所属 （茶話会） 男爵    |                  |                                 |
| 大蔵大臣 | 23 | 井上準之助 |      | 日本銀行                         |                  | 初入閣                          |
| 陸軍大臣 | 16 | 田中義一   |      | 陸軍大将 （陸大8期） 男爵        |                  |                                 |
| 海軍大臣 | 9  | 財部彪     |      | 海軍大将 （海兵15期）            |                  | 留任                            |
| 司法大臣 | 25 | 田健治郎   |      | 貴族院 無所属 （茶話会） 男爵    | 農商務大臣兼任   | 1923年9月6日免兼                |
| 司法大臣 | 26 | 平沼騏一郎 |      | 民間                             |                  | 初入閣 1923年9月6日任           |
| 文部大臣 | 31 | 犬養毅     |      | 衆議院 革新倶楽部                | 逓信大臣兼任     | 1923年9月6日免兼 革新倶楽部総裁 |
| 文部大臣 | 32 | 岡野敬次郎 |      | 貴族院 立憲政友会 （交友倶楽部） | 農商務大臣兼任   | 1923年9月6日任                  |
| 農商務大臣 | 30 | 田健治郎   |      | 貴族院 無所属 （茶話会） 男爵    | 司法大臣兼任     | 1923年12月24日免                |
| 農商務大臣 | 31 | 岡野敬次郎 |      | 貴族院 立憲政友会 （交友倶楽部） | 文部大臣兼任     | 1923年12月24日任                |
| 逓信大臣 | 27 | 犬養毅     |      | 衆議院 革新倶楽部                | 文部大臣兼任     | 革新倶楽部総裁                  |
| 鉄道大臣 | 3  | 山之内一次 |      | 貴族院 無所属                    |                  | 初入閣                          |
| 1. 辞令のある留任は個別の代として記載し、辞令のない留任は記載しない。 2. 臨時代理は、大臣空位の場合のみ記載し、海外出張時等の一時不在代理は記載しない。 3. 代数は、臨時兼任・臨時代理を数えず、兼任・兼務は数える。 |    |            |      |                                  |                  |                                 |

- 11名の閣僚中、錦城学校の卒業生4名（外相：伊集院彦吉、蔵相：井上準之助、鉄相：山之内一次、海相：財部彪）及び、旧教員の文相・犬養毅の計5名が閣僚に含まれていたことから、「錦城内閣」とも呼ばれていた。山之内一次や樺山資英など、薩派により積極的に擁立された内閣でもあった。

### 内閣書記官長・法制局長官
1923年（大正12年）9月2日任命。
| 職名 | 代 | 氏名     | 氏名 | 出身等                   | 特命事項等 | 備考                     |
| --- | -- | -------- | ---- | ------------------------ | ---------- | ------------------------ |
| 内閣書記官長 | 24 | 樺山資英 |      | 民間                     |            |                          |
| 法制局長官 | 20 | 馬場鍈一 |      | 貴族院 無所属 （研究会） |            | 事務引継 1923年9月19日免 |
| 法制局長官 | 21 | 松本烝治 |      | 民間                     |            | 1923年9月19日任          |
| 1. 辞令のある留任は個別の代として記載し、辞令のない留任は記載しない。 2. 臨時代理は、大臣空位の場合のみ記載し、海外出張時等の一時不在代理は記載しない。 3. 代数は、臨時兼任・臨時代理を数えず、兼任・兼務は数える。 |    |          |      |                          |            |                          |

### 勢力早見表
※ 内閣発足当初（前内閣の事務引継は除く）。
| 出身   | 国務大臣 | その他                   |
| ------ | -------- | ------------------------ |
| 貴族院 | 3        | 国務大臣のべ4            |
| 衆議院 | 1        | 国務大臣のべ2            |
| 軍部   | 3        | 国務大臣のべ4            |
| 民間   | 0        | 法制局長官、内閣書記官長 |
| 官僚   | 1        |                          |
|        | 8        | 国務大臣のべ11           |